# Thomas Matta
Thomas Edwards „Tom“ Matta (* 1966) ist ein US-amerikanischer Jazzposaunist, Komponist, Arrangeur, der als Hochschullehrer in Chicago wirkt.

## Leben und Wirken
Matta erwarb Bachelor und Master in Musiktheorie und Komposition an der University of Minnesota Duluth und der University of Northern Colorado, außerdem studierte er Bassposaune an der Chicagoer DePaul University, Komposition und Arrangement bei Thomas Wegren, R. Evan Copley, Robert Ehle und Frank Mantooth. In Chicago ist er als Studio- und Theatermusiker aktiv; er arbeitete u. a. als Musiker mit dem Woody Herman and His Orchestra, dem Frank Mantooth Jazz Orchestra, Aretha Franklin, Natalie Cole, Harry Connick Jr., Johnny Mathis, Doc Severinsen, Art Garfunkel, Jimmy Heath, Frank Sinatra junior sowie für das  Chicago Philharmonic Orchestra, The Colorado Symphony und Concertante di Chicago, als Komponist und Arrangeur für Clark Terry, Randy Brecker, Bill Reichenbach und Mattis Cederberg. Matta unterrichtet als Associate Professor Jazz-Komposition, Arrangement, Posaune und Bassposaune an der DePaul University. Im Bereich des Jazz war er zwischen 1989 und 2012 an 13 Aufnahmesessions beteiligt, u. a. mit dem Landesjugendjazzorchester Hessen und mit Bob Lark and His Alumni Big Band. 2012 legte er das Album Components: Tom Matta Big Band vor. 2013 folgte ein Tributalbum an Woody Herman.